# Nordöstliche Randalpen: Hohe Wand - Schneeberg - Rax
Nordöstliche Randalpen: Hohe Wand - Schneeberg - Rax este o arie protejată (arie specială de conservare — SAC, sit de importanță comunitară — SCI) din Austria întinsă pe o suprafață de 63.939,19 ha, integral pe uscat.

## Localizare
Centrul sitului Nordöstliche Randalpen: Hohe Wand - Schneeberg - Rax este situat la coordonatele 47°53′00″N 15°59′00″E / 47.8833°N 15.9833°E.

## Înființare
Situl Nordöstliche Randalpen: Hohe Wand - Schneeberg - Rax a fost declarat sit de importanță comunitară în septembrie 1998 pentru a proteja 6 specii de plante și 31 de specii de animale. Situl a fost protejat și ca arie specială de conservare în martie 2010.

## Biodiversitate
Situată în ecoregiunea alpină, aria protejată conține 40 de habitate naturale: Ape stătătoare oligotrofe până la mezotrofe, cu vegetație de Littorelletea uniflorae și/sau de Isoëto-Nanojuncetea, Ape puternic oligomezotrofe cu vegetație bentonică cu Chara spp., Lacuri eutrofice naturale cu vegetație de tip Magnopotamion sau Hydrocharition, Râuri de munte și vegetația lor lemnoasă cu Salix elaeagnos, Cursuri de apă de la nivel de câmpie la nivel montan, cu vegetație Ranunculion fluitantis și Callitricho-Batrachion, Pajiști alpine și boreale, Tufărișuri cu Pinus mugo și Rhododendron hirsutum (Mugo-Rhododendretum hirsuti), Tufărișuri subarctice cu Salix spp., Tufărișuri subcontinentale peripanonice, Pajiști carstice calcaroase sau bazofile, de Alysso-Sedion albi, Pajiști boreale și alpine pe substrat silicios, Pajiști alpine și subalpine calcaroase, Pajiști panonice carstice (Stipo-Festucetalia pallentis), Pajiști uscate seminaturale și facies de acoperire cu tufișuri pe substraturi calcaroase (Festuco-Brometalia) (* situri importante pentru orhidee), Formațiuni ierboase bogate în specii de Nardus, dezvoltate pe substraturi silicioase în zone montane (și în zone submontane, în Europa continentală), Pajiști stepice subpanonice, Pajiști cu Molinia pe soluri calcaroase, turboase sau argilos-nămoloase (Molinion caeruleae), Liziere de ierburi înalte hidrofile de câmpie și de nivel montan până la alpin, Fânețe de joasă altitudine (Alopecurus pratensis, Sanguisorba officinalis), Fânețe montane, Izvoare petrifiante cu formare de travertin (Cratoneurion), Mlaștini alcaline, Grohotișuri calcaroase și de șisturi calcaroase de la nivelul montan până la nivelul alpin (Thlaspietea rotundifolii), Grohotișuri medio-europene calcaroase, de la nivel colinar și montan, Pante stâncoase calcaroase cu vegetație casmofită, Lespezi calcaroase, Peșteri inaccesibile publicului, Păduri de fag Luzulo-Fagetum, Păduri de fag Asperulo-Fagetum, Păduri de fag subalpine medio-europene cu Acer și Rumex arifolius, Păduri de fag din Europa Centrală dezvoltate pe sol calcaros cu Cephalanthero-Fagion, Păduri de stejar sau de stejar și carpen sub-atlantice și medio-europene de Carpinion betuli, Păduri de stejar și carpen Galio-Carpinetum, Păduri pe pante, grohotișuri și ravene de Tilio-Acerion, Mlaștini împădurite, Păduri aluvionare cu Alnus glutinosa și Fraxinus excelsior (Alno-Padion, Alnion incanae, Salicion albae), Păduri panonice cu Quercus pubescens, Păduri acidofile de Picea de la nivel montan la nivel alpin (Vaccinio-Piceetea), Păduri alpine de Larix decidua și/sau Pinus cembra, Păduri de pin (sub-) mediteraneene cu pini negri endemici.
La baza desemnării sitului se află mai multe specii protejate:
- plante (6): Buxbaumia viridis, papucul doamnei (Cypripedium calceolus), Himantoglossum adriaticum, curechi de munte (Ligularia sibirica), Mannia triandra, sisinei (Pulsatilla grandis)
- amfibieni (2): izvoraș-cu-burta-galbenă (Bombina variegata), Triturus carnifex
- mamifere (12): liliac cârn (Barbastella barbastellus), lupul (Canis lupus), vidră de râu (Lutra lutra), dihor de stepă (Mustela eversmanii), liliac cu urechi mari (Myotis bechsteinii), liliac cu urechi de șoarece (Myotis blythii), liliac cărămiziu (Myotis emarginatus), liliac comun (Myotis myotis), liliacul mare cu potcoavă (Rhinolophus ferrumequinum), liliacul mic cu potcoavă (Rhinolophus hipposideros), popândău (Spermophilus citellus), urs brun (Ursus arctos)
- nevertebrate (17): Austropotamobius torrentium, Buprestis splendens, Cordulegaster heros, fluturele de noapte (Eriogaster catax), fluturele auriu (Euphydryas aurinia), fluturele flitirar (Euphydryas maturna), Euplagia quadripunctaria, Helicopsis striata austriaca, Isophya costata, libelule (Leucorrhinia pectoralis), rădașcă (Lucanus cervus), fluturele purpuriu (Lycaena dispar), phengaris nausithous (Maculinea nausithous), Maculinea teleius, Osmoderma eremita Complex, Rosalia alpina, Vertigo angustior

Pe lângă speciile protejate, pe teritoriul sitului au mai fost identificate 54 de specii de plante, 9 specii de amfibieni, 29 de specii de mamifere, 25 de specii de nevertebrate, 3 specii de pești, 9 specii de reptile.